# Stratosfera

Strati dell'atmosfera terrestre

La stratosfera è il secondo dei cinque strati in cui è convenzionalmente suddivisa l'atmosfera terrestre (troposfera, stratosfera, mesosfera, termosfera e esosfera), posta al di sopra della tropopausa.

## Descrizione
La stratosfera comincia intorno ai 12 km (8 km ai poli e 20 km all'equatore) e termina a un'altitudine di circa 50 km, dove la temperatura raggiunge un massimo di -3°C. Al di sopra di essa troviamo la stratopausa che, a differenza della tropopausa, non ha dimensioni verticali, neppure limitate; è una zona di transizione che divide la stratosfera dallo strato immediatamente superiore, la mesosfera.
È caratterizzata da un gradiente termico verticale positivo e molto piccolo, cioè in essa la temperatura aumenta leggermente con la quota, contrariamente a quanto avviene nello strato sottostante. Questo aumento di temperatura con la quota è dovuto alla dissociazione delle molecole di ozono presenti nella stratosfera. L'ozono è un gas le cui molecole sono formate da tre atomi di ossigeno: quando i raggi ultravioletti emessi dal Sole vanno a urtare contro le molecole di ozono, queste si dissolvono, ovvero i tre atomi che le compongono si dividono.
Il processo ha due effetti: la produzione di calore, tanto più grande quanto maggiori sono le dissociazioni, e l'arresto dei raggi ultravioletti che sono dannosi per la vita. L'emanazione di calore in seguito alla dissociazione dell'ozono ha effetto di riscaldare l'atmosfera circostante, per cui nella stratosfera la temperatura aumenta con la quota.